# Rachela Hutner

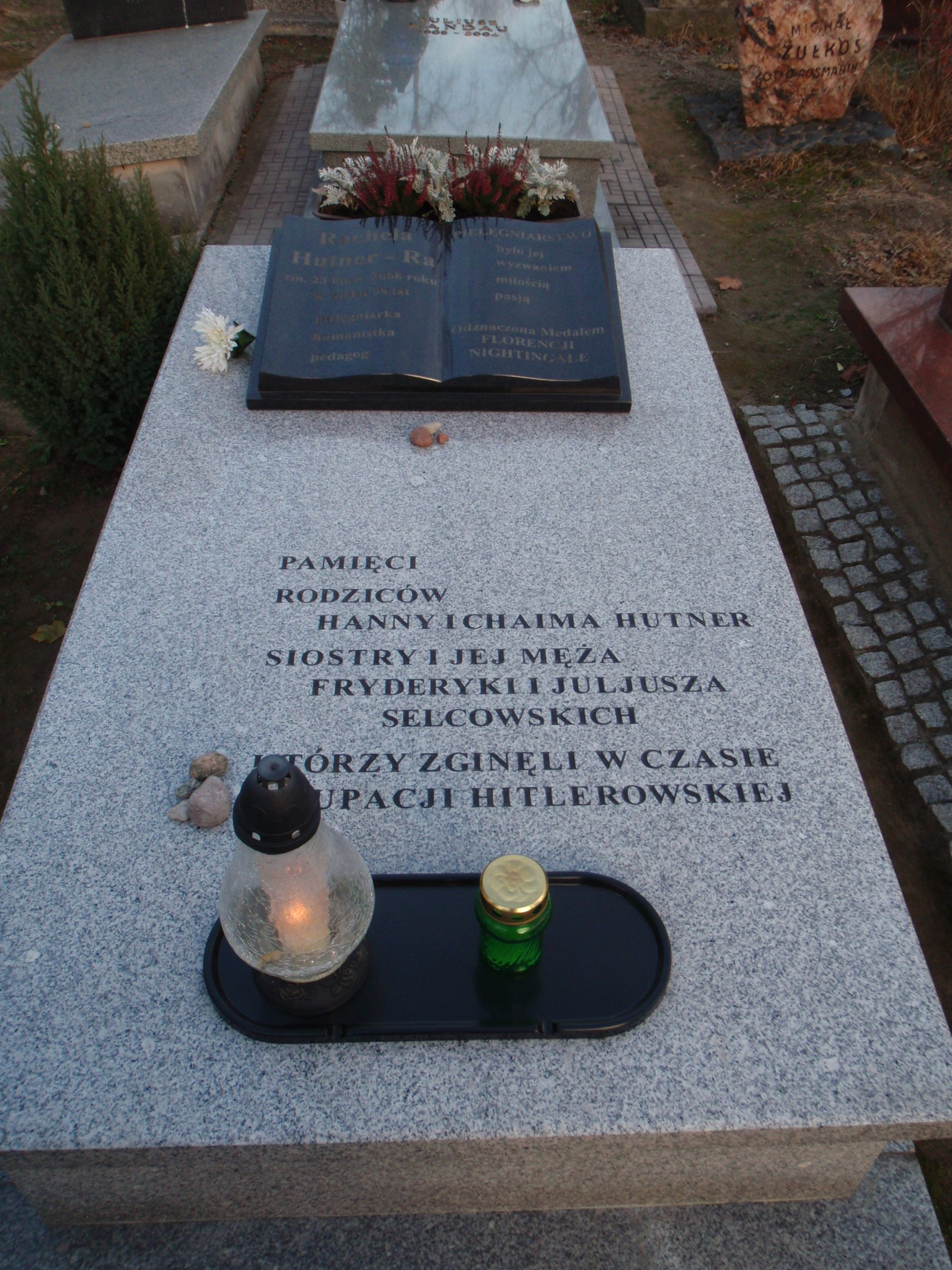
Grób Racheli Hutner na cmentarzu żydowskim w Warszawie

Rachela Hutner (ur. 2 lipca 1909 w Warszawie, zm. 23 lipca 2008 w Warszawie) – polska pielęgniarka, nestorka polskiego pielęgniarstwa, prekursorka i organizatorka systemu doskonalenia i specjalizacji pielęgniarek.

## Życiorys
Urodziła się w Warszawie w żydowskiej rodzinie inteligenckiej, jako córka Chaima i Hanny Hutnerów. Po uzyskaniu matury w 1927 rozpoczęła studiowanie fizyki na Wydziale Matematyczno-Przyrodniczym Uniwersytetu Warszawskiego. Po dwóch latach studiów zrezygnowała z dalszej nauki i w 1934 rozpoczęła kształcenie w Szkole pielęgniarstwa w Warszawie przy Szpitalu Starozakonnych. Dyplom uzyskała w 1937 i w tym samym roku rozpoczęła pracę jako instruktorka na oddziale chirurgicznym Szpitala Starozakonnych na Czystem.
W 1938 jako stypendystka z zakresu pielęgniarstwa wyjechała do Wielkiej Brytanii, celem zapoznania się z teoretycznym i praktycznym zakresem pielęgniarstwa domowego. Pracowała i uczyła się w Willesden District Nursing oraz Association Quiens Institute of District Nursing. W 1939 ukończyła Królewski Instytut Pielęgniarstwa. Wybuch II wojny światowej spowodował, iż zdecydowała się pozostać czasowo w Wielkiej Brytanii i tam podjęła pracę w pielęgniarstwie. W czasie bombardowania Londynu w 1940 niosła pomoc rannym. W międzyczasie wstąpiła do Szkoły Pielęgniarstwa w Southend-on See General Hospital, gdzie w 1944 uzyskała pełne prawo pielęgniarki. W 1944 wyjechała do Stanów Zjednoczonych, gdzie w latach 1946–1947 studiowała na Wydziale Pedagogiki w Pielęgniarstwie Wayne University w Detroit.
W 1948 wróciła do Polski i osiadła w Warszawie. Podjęła pracę w Ministerstwie Zdrowia i Opieki Społecznej w Referacie Pielęgniarstwa. Uczestniczyła w pracach nad szybkim przygotowaniem brakujących kadr medycznych. Wobec braku pielęgniarek i nauczycielek pielęgniarstwa zorganizowała Ośrodek Kształcenia Instruktorek Pielęgniarstwa i rozpoczęła prowadzenie kilkumiesięcznych kursów dla instruktorek. Pracowała także nad powołaniem Ośrodka Doskonalenia Średnich Kadr Medycznych. Udało jej się to zrealizować dopiero w 1961. Tą samą uczelnią, wówczas zwaną Centralnym Ośrodkiem Doskonalenia Kadr Medycznych, kierowała już po przejściu na emeryturę. W 1960 uzyskała 3 miesięczne stypendium z Fundacji Rockefellera celem poznania nowych trendów kształcenia pielęgniarek w Europie.
W 1964 wyjechała do Danii na kurs z zakresu administracji pielęgniarstwa w placówkach służby zdrowia, zorganizowany przez Światową Organizację Zdrowia. Następnie uczestniczy w kilkumiesięcznym kursie z zakresu opieki pielęgniarskiej nad chorym w domu, zorganizowanym przez Polski i Szwajcarski Czerwony Krzyż. Była rzeczniczką utworzenia wyższych studiów dla pielęgniarek. Współdziałała z Polskim Towarzystwem Pielęgniarskim, którego była współzałożycielką, w pracach przygotowawczych do jego uruchomienia w Lublinie. Przez 7 lat była wykładowcą organizacji i zarządzania w pielęgniarstwie na Wydziale Pielęgniarstwa Akademii Medycznej w Lublinie. Wykładała również na międzynarodowych kursach dla lekarzy i pielęgniarek organizowanych przez Światową Organizację Zdrowia. Pod jej redakcją ukazały się dwa podręczniki szkolne na temat pielęgniarstwa: Podręcznik dla Pielęgniarek z 1996 oraz Pielęgniarstwo Specjalistyczne z 1962, które doczekało się 6 wydań.
W 1965 Zarząd Główny Polskiego Towarzystwa Pielęgniarskiego wytypował Rachelę Hutner jako członka Komisji Przyjęć do Międzynarodowej Rady Pielęgniarek, w której działała przez niecałe dwie kadencje - wycofała się z tej pracy ze względów osobistych. Była inicjatorką przeprowadzenia pierwszych badań w zakresie organizacji pracy pielęgniarek, a także była do 1968 ekspertem ds. pielęgniarstwa w Europejskim Biurze WHO. Współpracowała z Instytutem Czerwonego Krzyża w Genewie. W 1970 przeszła na emeryturę, jednak nadal udzielała się społecznie. Za wkład w rozwój wyższej uczelni dla pielęgniarek otrzymała w 1995 doctorat honoris causa Akademii Medycznej w Lublinie.
Rachela Hutner zmarła 23 lipca 2008. Została pochowana 30 lipca na cmentarzu żydowskim przy ulicy Okopowej w Warszawie (kwatera 2).

## Odznaczenia
- 1953: Odznaka honorowa „Za wzorową pracę w służbie zdrowia”
- 1954: Srebrny Krzyż Zasługi
- 1964: Złoty Krzyż Zasługi
- 1970: Złota Odznaka Związku Zawodowego Służby Zdrowia
- 1972: Krzyż Kawalerski Orderu Odrodzenia Polski
- 1974: Odznaka Honorowa Polskiego Towarzystwa Pielęgniarskiego
- 1974: Medal 30-lecia Polski Ludowej
- 1978: Medal Komisji Edukacji Narodowej
- 1989: Honorowa Odznaka Akademii Medycznej w Lublinie
- 1995: Medal Florence Nightingale
- 2000: Krzyż Komandorski z Gwiazdą Orderu Odrodzenia Polski[2]